# Mai 1941
Les événements concernant la Seconde Guerre mondiale sont détaillés dans l'article Mai 1941 (Seconde Guerre mondiale).

## Événements
- 1er mai : première du film Citizen Kane d'Orson Welles à New York.

- 2 mai :
  - coup d'État anti-britannique en Irak.
  - Premier vol du prototype de chasseur de nuit japonais Nakajima J1N1.

- 3 mai : l’Allemagne et l’Italie se partagent la Slovénie;

- 5 mai :
  - Les Britanniques rendent à Hailé Sélassié sa capitale, Addis-Abeba, qu’il investit à la tête de la « Gideon Force », composée de réfugiés Éthiopiens au Soudan.
  - Dictature du général Isaías Medina Angarita au Venezuela (fin en 1945).

- 6 mai : premier vol du chasseur américain Republic P-47 Thunderbolt.

- 7 - 27 mai : victoire japonaise sur la Chine à la bataille du sud de Shanxi.

- 9 mai :
  - Pierre Mendès France est condamné à six ans de prison pour « désertion ». Il était en juin 1940 un des passagers du Massilia.
  - Aux termes de l’accord franco-thaïlandais signé à Tôkyô, la Thaïlande obtient 54 000 km2 de territoire, y compris une partie du Protectorat du Cambodge occidental (provinces de Battambang et de Siem Reap, 1941-1946) et la totalité de la région du Protectorat du Laos située à l’ouest du Mékong. La France rattache au royaume de Luang Prabang la région de Vientiane.

- 10 mai : Rudolf Hess, un des seconds d’Hitler, atterrit en Écosse au terme d’une épopée aérienne rocambolesque. Il propose aux Britanniques, qui l’ont arrêté, une alliance contre la Russie soviétique, mais il est désavoué par Hitler qui le déclare fou.

- 11 mai :
  - Début de l'opération Joséphine B (fin le 7 juin).
  - Darlan, accompagné de Benoist-Méchin rencontre Hitler au Bergshof à Berchtesgaden.

- 13 mai : entrevue Hitler-Darlan.

- 14 mai : à Paris, première rafle de juifs étrangers organisée par la Préfecture de Police, dite « rafle du billet vert »[1].

- 15 mai :
  - Le parti communiste français crée le Front national de lutte pour l’indépendance de la France.
  - Premier vol d'un avion à réaction britannique, le Gloster E28/39.
  - Premier vol d'un avion à réaction britannique, le Gloster E28/39.

- 16 mai : fin du Blitz.

- 17 mai : l’Union avec le Danemark est rompue unilatéralement par les Islandais. Sveinn Björnsson se fait élire régent d’Islande par le Parlement.

- 19 mai :
  - Les troupes italiennes en Afrique orientale, sous le commandement du duc d’Aoste, capitulent à Amba Alagi en Éthiopie face aux Britanniques. L’empire italien d’Afrique orientale est définitivement perdu. Occupation de l’Érythrée par les Britanniques après la défaite des fascistes italiens (fin en 1952).
  - En Indochine française, création du Việt Minh (Ligue révolutionnaire pour l’indépendance du Viêt Nam) par le militant communiste Nguyen Ai Quoc, futur Hô Chi Minh[2].

- 20 mai : les parachutistes allemands sautent sur la Crète.

- 21 mai : Richard Sorge, journaliste allemand à Tôkyô et espion soviétique, prévient Staline de l’imminence de l’attaque de l’URSS mais Staline refuse d’y croire.

- 23 mai : Hitler donne une directive pour collaborer avec les mouvements nationalistes arabes du Proche-Orient contre le Royaume-Uni.

- 24 mai :
  - Le croiseur britannique HMS Hood est coulé par le cuirassé Bismarck : 1 416 marins périssent ;
  - Le gouvernement grec quitte la Crète pour Le Caire.
  - Un avion torpilleur Fairey Swordfish du porte-avions Ark Royal lâche une torpille sur le cuirassé allemand Bismarck bloquant son gouvernail.

- 26 mai : échange de tirs entre le cuirassé allemand Bismarck et le destroyer polonais Piorun qui signale la position du Bismarck à la flotte britannique.

- 26 mai - 10 juin, France : grève des mineurs du Nord / Pas-de-Calais. De social, le mouvement prend un tour politique et se solde par la déportation de 224 personnes.

- 27 mai : après une longue poursuite, le cuirassé allemand Bismarck est coulé par les avions Fairey Swordfish du HMS Ark Royal et par le cuirassé King George V et les croiseurs HMS Rodney et HMS Dorsetshire à 790 miles de Brest au nord de la France, emportant 2 805 marins.

- 28 mai :
  - Les forces des Britanniques et du Commonwealth commencent à évacuer la Crète.
  - Signature des protocoles de Paris entre le régime de Vichy (François Darlan) et l'Allemagne qui permet à celle-ci d'envoyer des avions et des conseillers militaires à Alep en Syrie.

- 29 mai : discours d'Anthony Eden à Mansion House (Londres).
  - Kim Philby, aventurier britannique ayant servi l’émir Abdallah dans les années 1920 suggère que la Grande-Bretagne favorise une confédération du Moyen-Orient dirigée par Abdelaziz Ibn Sa'ud et intégrée au Commonwealth. Contre 20 millions de livres sterling, Ibn Sa’ud accepterait le transfert des Arabes palestiniens sur les terres de son royaume. L’État juif créé serait intégré à la fédération arabe. Le chef de la diplomatie britannique, Anthony Eden, hostile à ce plan, prononce le 29 mai un discours dans lequel il se déclare favorable à l’unité arabe. Churchill est contraint d’abandonner son soutien au plan Philby.
  - En Irak, les forces britanniques renversent Rachid Ali et occupent Bagdad

- 31 mai : armistice entre l'Irak et le Royaume-Uni. Rachid Ali s’enfuit en Iran et l’armée irakienne signe un armistice. Les Britanniques font leur entrée dans Bagdad. Des émeutes éclatent et s’en prennent essentiellement à la communauté juive de la ville. Les Allemands ont tenté d’utiliser les aérodromes français du Levant pour porter secours aux insurgés irakiens, mais trop tard. L’Irak demeure sous le régime d’occupation militaire jusqu’en 1945.

## Naissances
- 2 mai : Eddy Louiss, organiste de jazz français.
- 5 mai : Alexandre Ragouline, hockeyeur russe († 17 novembre 2004).
- 10 mai : Mireille Delmas-Marty, professeure française et honoraire au Collège de France († 12 février 2022).
- 13 mai :
  - Senta Berger, actrice suédoise.
  - Ritchie Valens, chanteur américain († 3 février 1959).
- 19 mai : Ritt Bjerregaard, femme politique danoise († 21 janvier 2023).
- 20 mai : Maria Liberia-Peters, femme politique, ancien premier ministre Antilles néerlandaises).
- 21 mai : Anatoli Levchenko, cosmonaute ukrainien († 6 août 1988).
- 24 mai : Bob Dylan, chanteur américain.
- 28 mai : Diego Puerta, matador espagnol († 30 novembre 2011).
- 29 mai : Gilbert Barrette, homme politique fédéral canadien provenant du Québec.

## Décès
- 15 mai : Franck Bridge, compositeur britannique.
- 30 mai : Pascual Márquez, matador espagnol (° 22 octobre 1914).